# Đại lý
Đại lý (chữ Hán: 代理) trong kinh tế thuật ngữ này được dùng như là một hành vi thương mại, theo đó bên giao đại lý (thường là một doanh nghiệp, công ty có sản phẩm, dịch vụ cần bán) và bên đại lý thỏa thuận việc bên đại lý nhân danh mình mua hoặc bán hàng cho bên giao đại lý để hưởng thù lao.
Toyota có thể ủy quyền hoặc/ và cho phép một công ty thương mại làm đại lý kiêm trạm bảo hành, sửa chữa cho họ tại một khu vực nào đó. Trong khi Vietnam Airlines là một hãng cung cấp dịch vụ có thể phân phối dịch vụ của mình qua một hệ thống các đại lý được ủy quyền bán vé cho hãng.
Đại lý bán hàng là việc bên đại lý nhận hàng của bên giao đại lý để bán và hưởng thù lao do bên giao đại lý trả trên cơ sở thỏa thuận giữa các bên

## Từ nguyên
Đại lý là từ Hán-Việt có dạng chữ Hán là 代理, đại (代) nghĩa là "thay mặt", lý (理) nghĩa là "lo liệu". Đại lý có nghĩa đen là "thay mặt lo liệu".

## Các hình thức đại lý hiện có
(phổ biến trên thị trường và theo các quy định của luật pháp):
1. Đại lý hưởng hoa hồng: là hình thức đại lý mà bên đại lý thực hiện việc mua, bán hàng theo giá mua, giá bán do bên giao đại lý ấn định để được hưởng hoa hồng. Mức hoa hồng được tính theo tỷ lệ phần trăm do các bên thỏa thuận trên giá mua, giá bán hàng hóa. Lưu ý quan trọng là phải tính đến thuế đã hay chưa bao gồm trên giá hưởng hoa hồng của đại lý.
2. Đại lý bao tiêu sản phẩm, dịch vụ: là hình thức đại lý phổ biến mà bên đại lý thực hiện việc mua, bán trọn vẹn một khối lượng hàng theo giá do bên giao đại lý ấn định để được hưởng thù lao theo quy định của công ty mở đại lý. Mức thù lao mà đại lý được hưởng là mức chênh lệch giữa giá mua, giá bán thực tế so với giá do bên giao hàng cho đại lý ấn định hoặc thỏa thuận.
3. Đại lý độc quyền: là hình thức đại lý mà tại một khu vực nhất định, có thể là trên quy mô toàn quốc hay quy mô khu vực (thí dụ khu vực 3 nước Đông Dương), bên giao đại lý chỉ giao cho một đại lý độc quyền việc mua, bán một hoặc một số mặt hàng.
4. Tổng đại lý mua bán hàng hóa: là hình thức đại lý mà bên đại lý tổ chức một hệ thống đại lý trực thuộc để thực hiện việc mua bán hàng hóa cho bên giao đại lý. Tổng đại lý đại diện cho hệ thống đại lý trực thuộc. Các đại lý trực thuộc hoạt động dưới sự quản lý của tổng đại lý và với danh nghĩa của tổng đại lý[1].

## Các thủ tục cần thiết cho việc mở đại lý
Việc làm đại lý mua bán hàng hóa phải được xác lập bằng hợp đồng. Hợp đồng đại lý phải được lập thành văn bản với những nội dung chủ yếu sau đây: 
- Tên, người đại diện, địa chỉ của các bên
- Sản phẩm, giá cả
- Hình thức
- Thù lao đại lý
- Thời hạn, phương thức thanh toán
- Tranh chấp và nơi tòa án giải quyết
- Thời hạn hiệu lực của hợp đồng đại lý.